# Ґіфу

35°25′24″ пн. ш. 136°45′38″ сх. д. / 35.42333° пн. ш. 136.76056° сх. д.
Ґі́фу (яп. 岐阜市, ぎふし, МФА: [giɸu̥ ɕi]) — місто в Японії, в префектурі Ґіфу.

## Короткі відомості
Розташоване в південно-західній частині префектури, на березі річки Наґара. Входить до списку центральних міст державного Японії. Адміністративний центр префектури. Виникло як середньовічне поселення біля гірського замку Ґіфу, резиденції самурайських полководців Сайто Досана і Оди Нобунаґи. В ранньому новому часі було постоялим містечком на Середгірському шляху. Отримало статус міста 1889 року. Основою економіки є харчова промисловість, текстильна промисловість, комерція, туризм. Традиційне ремесло — виготовлення японського паперу та пов'язаним з них виробів: японських парасольок, віял та ліхтарів. В місті щорічно проводиться фестиваль традиційної рибалки з використанням бакланів. Станом на 1 квітня 2009 площа міста становила 202,89 км². Станом на 1 липня 2011 населення міста становило 412 829 осіб.

## Економіка
Історично в Ґіфу була розвинута текстильна промисловість, однак останнім часом значимість цієї галузі в економіці міста зменшилась.
Зараз в місті працюють підприємства харчової, машинобудівних галузей, виробництво будівельних матеріалів і інші. З великих компаній,наявних в місті промислових баз можна виділити Toyota і Sumitomo Osaka Cement.

## Етимологія
До середини 16 століття замок Ґіфу називався Інабая́мою, а призамкове містечко Ґіфу — Іноку́чі. 1567 року самурайський володар Ода Нобунаґа захопив замок і перейменував його разом з містом на «Ґіфу». Нова назва походила з китайської: ієрогліф ґі (岐) був складовою назви палацової гори Цзішань (японською — Ґідзан), звідки легендарний китайський правитель Вень-ван, засновник династії Чжоу, керував Піднебесною; ієрогліф фу (阜) був запозичений з назви міста Цюйфу, батьківщини Конфуція. Ода Нобунаґа планував стати володарем усієї японської Піднебесної, тому перейменував свою резиденцію так, щоб її нова назва більш пасувала його амбіційному задуму.

## Географія

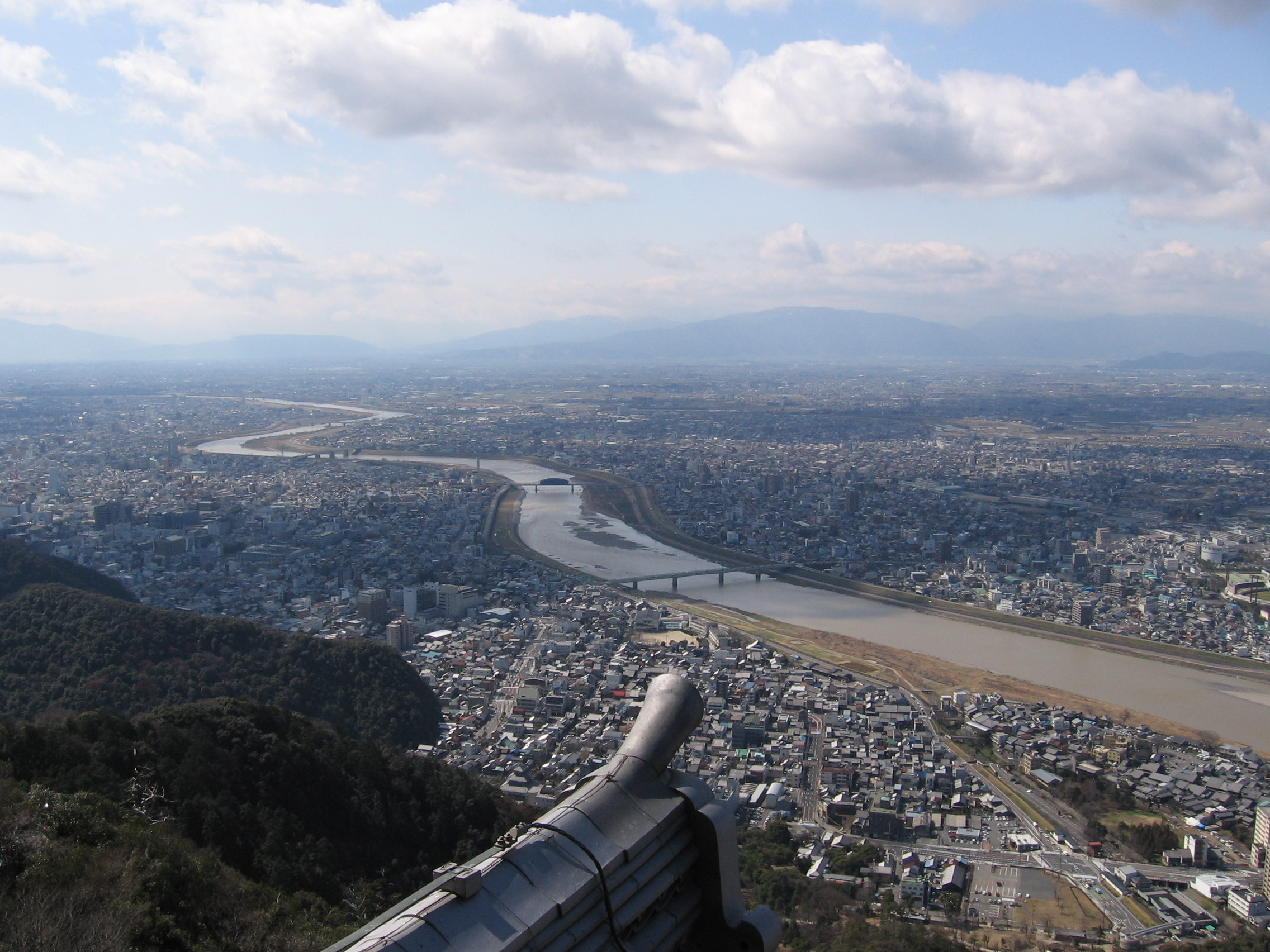
Вигляд міста з головної башти замку Ґіфу.

Ґіфу розташоване на півдні однойменної префектури, на півночі рівнини Міно-Оварі. В північній частині міста переважають ліси і гори, а в південній — житлові масиви. З північного сходу на південний захід Ґіфу перетинає річка Наґара, що несе свої води до затоки Ісе на півдні. Містом протікає також багато інших малих річок. Центральна частина Ґіфу знаходиться у низині іє вразливою до повеней під час тайфунів.
Ґіфу межує на півночі з містом Ямаґата, на сході — з містами Секі та Какаміґахара, на півдні — з містечками Ґінан, Касамацу та містом Хашіма, а на заході — з містами Оґакі, Мідзухо, Мотосу та містечком Кітаґата
Площа міста Ґіфу складає 202,89 км². Найвища точка, пік Додо має висоту 417 м.
Клімат Ґіфу вологий субтропічний. Зими теплі, а літа спекотні і задушливі. Середня температура повітря за рік становить 15,5 °C, а кількість опадів — 1915,3 мм. Середня температура взимку становить 4,3 °C, а влітку — 27,5 °C. 16 серпня 2007 року в місті було зафіксовано найвищу температуру повітря, яка склала 39,8 °C.

## Історія

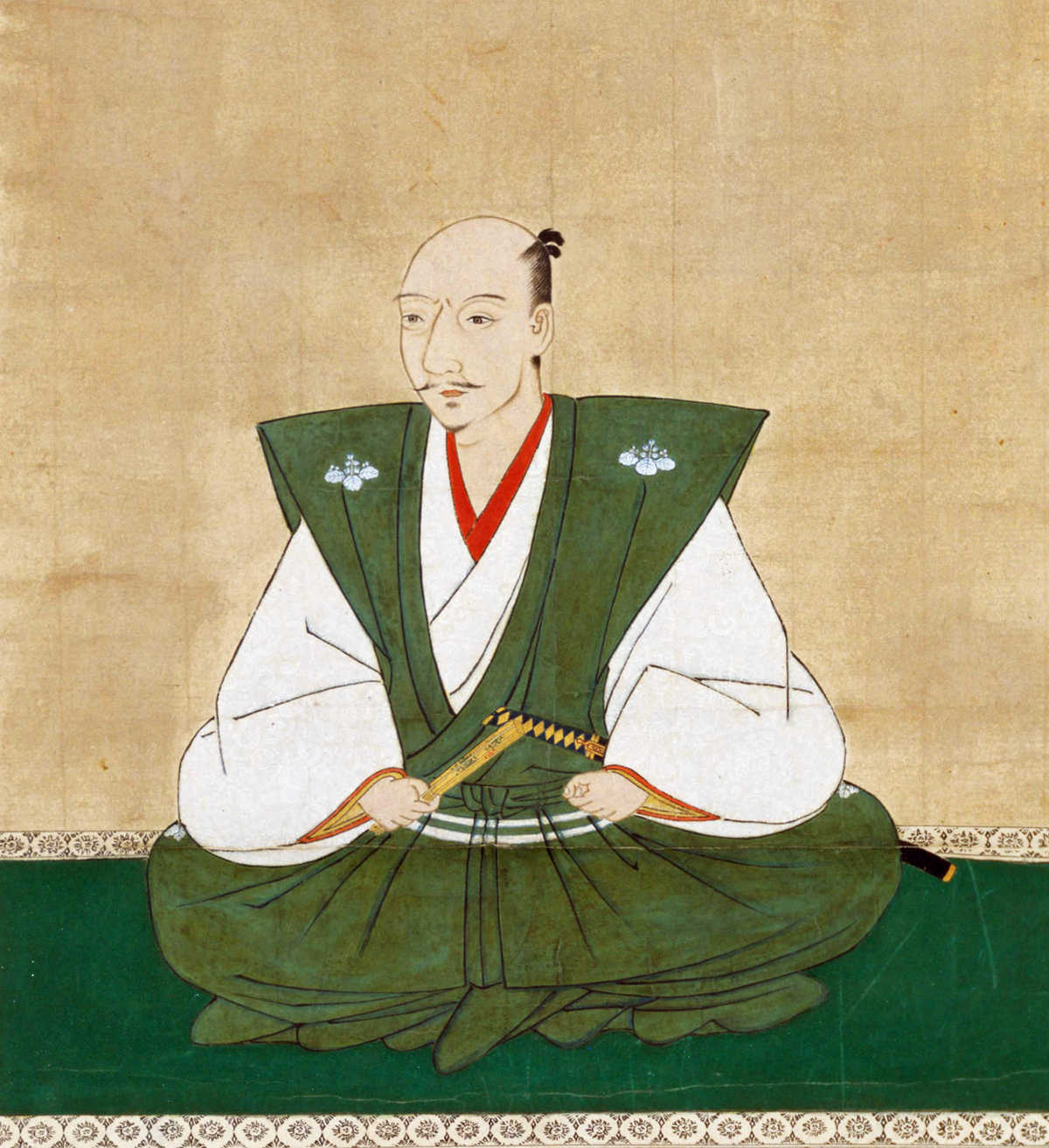
Ода Нобунаґа — національний герой Японії, володар замку і міста Ґіфу.

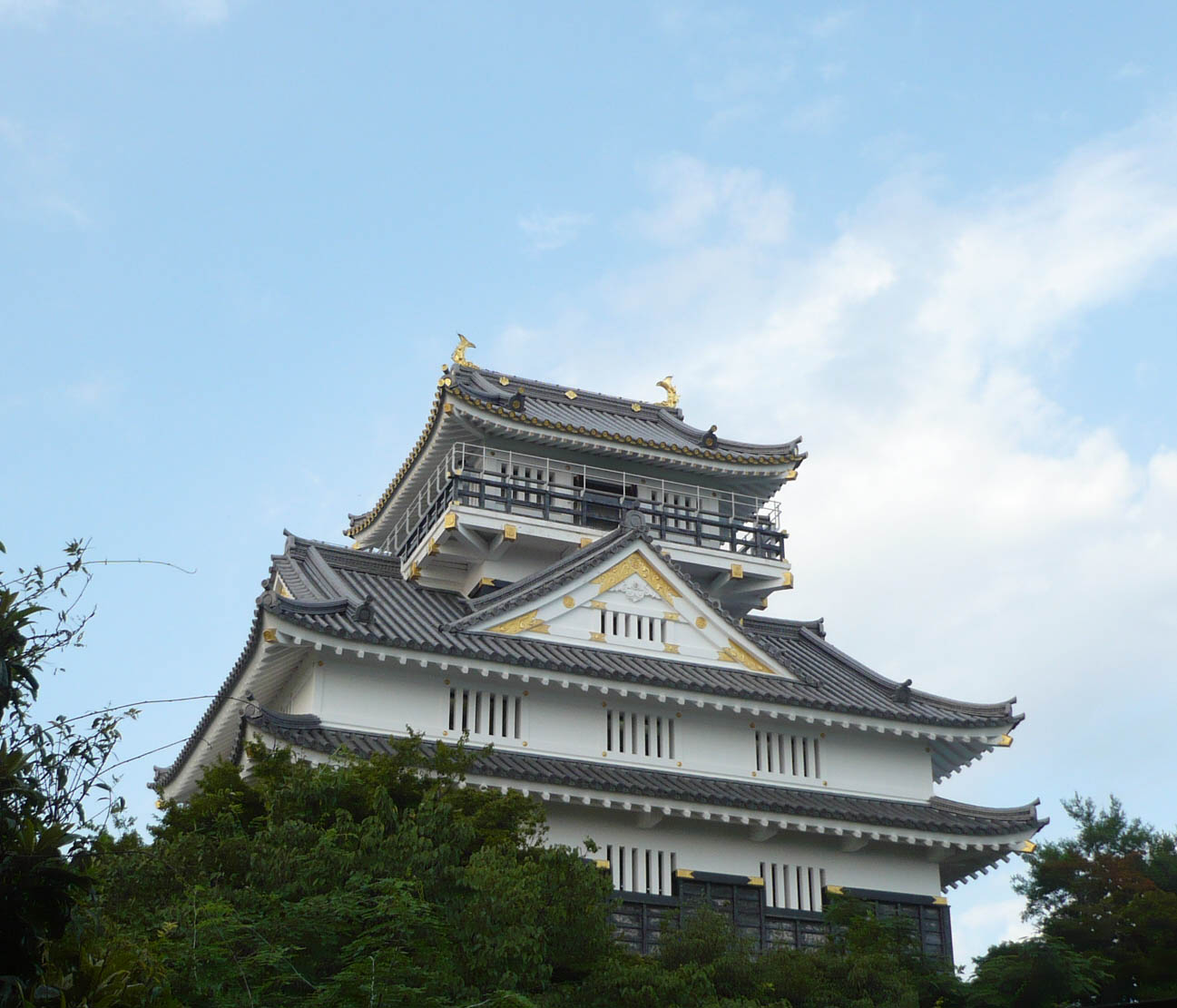
Замок Ґіфу

На території сучасного Ґіфу перші люди з'явилися у пізньому палеоліті, понад 15 тисяч років тому. Вони стали творцями неолітичної культури Джьомон, а з початку 1 тисячоліття по Р. Х. поширили на землях рівнини Міно-Оварі поливне рисівництво.
У 2-й половині 4 століття округа сучасного Ґіфу увійшла до складу молодої японської держави Ямато і місцева знать стала споруджувати погребні кургани на зразок яматоських. У 8 столітті їхні володіння були об'єднані у новій адміністративній одиниці цієї держави — провінції Міно, обов'язком якої було постачання японського паперу до Імператорського двору.
У 13 столітті, після встановлення шьоґунату Муромачі, центральний уряд передав провінцію Міно у володіння роду Токі. Він встановив свою резиденцію на горі Інабаяма, сучасній горі Кінка, у підніжжя якої виникло містечко Інокучі, майбутній Ґіфу. Проте у першій половині 16 століття цей рід був вигнаний силами їхнього васала, Сайто Досана. Новий лідер ґрунтовно взявся за розбудову призамкового містечка — розбудовував дороги, ринки і дабми для захисту від частих повеней.
1567 року амбіційний володар з півдня, Ода Нобунаґа, прогнав з провінції нащадків Сайто. Він захопив Інабаямський замок і перейменував його, разом із призамковим містечком, на Ґіфу. Ода перетворив його на політико-економічний центр своїх обширних володінь, так що тогочасні християнські місіонери, які відвідували місто, порівнювавли його з Вавилоном.
1600 року, в ході війни між коаліціями самурайських володарів Західної і Східної Японії, гірський замок Ґіфу згорів. Через два роки замість нього було збудовано рівнинний замок Кано, центр Кано-хану. Проте містечко Ґіфу перейшло у відомство Оварі-хану — володінь оварійських Токуґава, родичів шьоґунів з Едо. Протягом періоду Едо воно відігравало роль крупного торгівельного осередку Центральної Японії.
Після реставрації прямого Імператорського правління 1868 року і нової адміністративної реформи 1871 року, провінція Міно була перетворена на префектуру Ґіфу. 1889 року містечко Ґіфу, чисельністю у 25750 мешканців і 5150 дворів, отримало статус міста і стало політико-адміністративним центром цієї префектури. Першим міським мером було призначено Кумаґая Маґорокуро.
1889 року Ґіфу постраждало від 8-ми бального землетрусу Міно-Оварі, а у 1945 році, під час Другої світової війни, було знищено на 80% авіацією США.
Символом відродження повоєнного Ґіфу стала відбудова у 1956 році однойменного замку, колишньої резиденції національного героя Оди Нобунаґи. Успішні реформи сприяли зростанню чисельності міста, завдяки чому у 1995 році його було зараховано до центральних міст Японії.

## Освіта
- Ґіфуський університет

## Міста-побратими
Вакаяма підтримує дружні відносини з 6 містами світу та 1 містом Японії.:
В Японії
- Тояма, Тояма (2007)

У світі
- Флоренція, Італія (1978)
- Ханчжоу, КНР (1979)
- Кампінас, Бразилія (1982)
- Цинциннаті, США (1983)
- Відень (район Майдлінґ) Австрія (1988)
- Тандер-Бей, Канада (2007)